# Arctic Rail Express

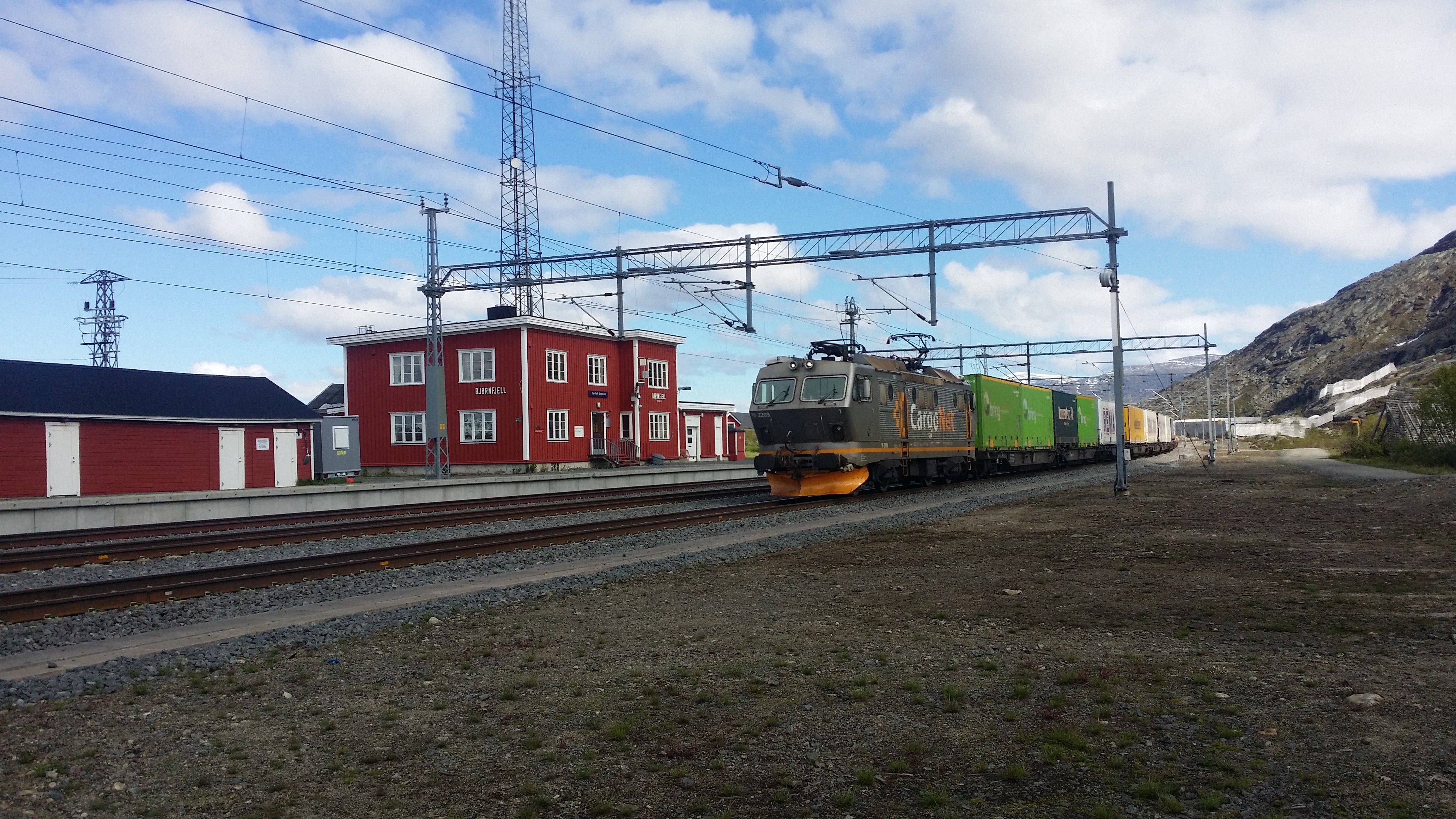
Arctic Rail Express (2019)

Der Arctic Rail Express ist ein vom schwedischen Eisenbahnunternehmen Green Cargo betriebener Güterzug, der einmal täglich von Oslo in Norwegen im Transitverkehr durch Schweden nach Narvik und zurück fährt.

## Geschichte
Der Arctic Rail Express gilt unter den Güterzügen in Europa, die nach festem Fahrplan verkehren, als der mit dem längsten Laufweg ohne kommerziellen Zwischenhalt. Der schwedische Abschnitt der Strecke wird im Transit befahren und es werden nur die Güterbahnhöfe von Oslo-Alnabru und Narvik in Norwegen bedient.
Der Zug ist rund 27 Stunden unterwegs und hält nur zum Personalwechsel. Dessen Einrichtung wurde 1991 beschlossen, um die Europastraße 6 zu entlasten und um der nordnorwegischen Industrie (vor allem der Fischverarbeitung) eine zuverlässige und schnelle Verbindung in den Süden zu garantieren. Zuvor wurde der Güterverkehr zwischen Oslo und Nord-Norwegen auf dem südlichen Abschnitt bis Trondheim oder Bodø mit der Eisenbahn bewältigt, und nördlich davon per Frachtschiff. Im Jahr 2013 wurde die wöchentliche Containerschiffsverbindung (mit M/S Tege) zwischen Bodø und Alta (mit Zwischenstopp) eingestellt.
Der erste als Arctic Rail Express bezeichnete Zug fuhr 1992.

## Zusammenstellung
Gezogen wird der Zug meist von schwedischen Loks der Baureihe Rc, als Waggons kommen normalerweise Taschenwagen und vierachsige Containertragwagen zum Einsatz. Gelegentlich werden am Zuganfang oder -ende einige wenige Autotransportwagen oder andere gewöhnliche Güterwagen mitgeführt. Häufig werden Container oder Wagen von mitteleuropäischen Unternehmen und Bahngesellschaften beigestellt, die im internationalen Verkehr aus Deutschland über Dänemark und Südschweden in den hohen Norden befördert werden. Die Wagen werden in Oslo-Alnabru dem Zug beigestellt, die Container normalerweise umgeladen. 